# Tandy TRS-80 Model 1

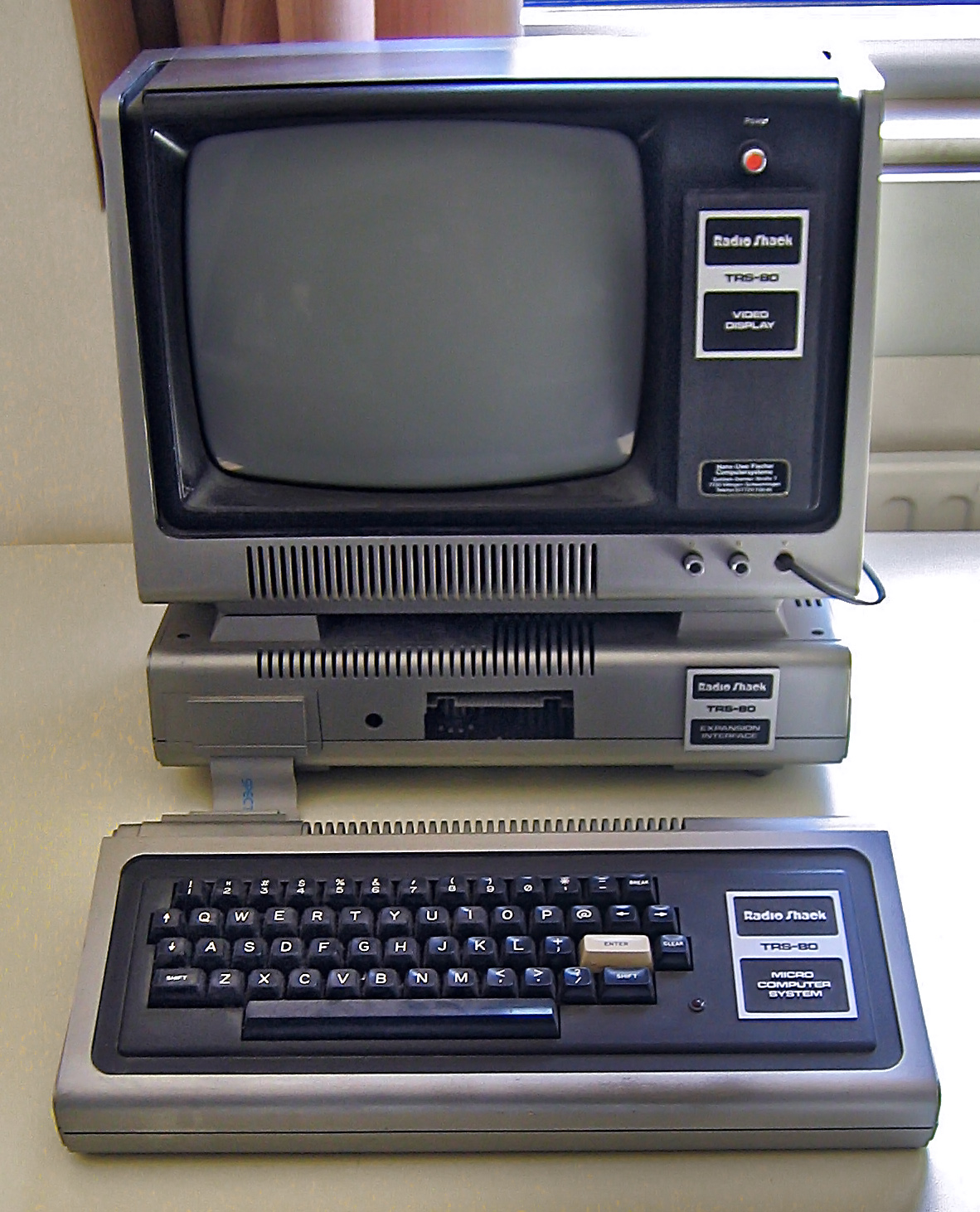
Tandy TRS-80 Model 1 Level 1

Der TRS-80 Modell 1 von RadioShack gehörte neben dem Apple II und dem Commodore PET 2001 zu den ersten Heimcomputern, die in nennenswerten Stückzahlen als Fertigexemplare produziert wurden. Er kam 1977 auf den Markt und war mit einer Z80-CPU von Zilog ausgestattet, die mit 1,77 MHz Taktfrequenz lief. Der TRS-80 hatte besonders in den USA gute Verkaufserfolge. Der Neupreis betrug in Deutschland 3000 DM.
Zunächst wurde er nur mit 4 KB RAM (der innerhalb der Tastatur auf 16 KB aufgerüstet werden konnte) ausgeliefert. Typisch für die damalige Zeit war das im ROM gespeicherte Betriebssystem in Form des BIOS und das integrierte BASIC. Mit Hilfe eines "Expansion Interface" ließ er sich um weitere 32 KB RAM, einen Diskettencontroller für bis zu vier 5,25"-Laufwerke sowie eine serielle und eine parallele Schnittstelle erweitern.

## Grafik und Ausstattung

Snake auf einem TRS-80

Der TRS-80 Model 1 besaß eine Grafikauflösung von 128 × 48 Pixeln. Erzeugt wurde diese Auflösung durch die Zeichenzellen des Bildschirms, die in 6 kleine Blöcke aufgeteilt waren. In Wirklichkeit handelte es sich also um Blockgrafik aus Sonderzeichen des 64 × 16 Zeilen Textmodus, die geschickt eingesetzt werden mussten. Als Bildschirm konnte über einen zuzukaufenden HF-Modulator jedes handelsübliche Fernsehgerät benutzt werden, sofern man keinen Wert auf hohe Bildqualität legte; ursprünglich wurde ein Monitor mitgeliefert, der mit schwarz-weißer oder schwarz-grüner Anzeige erhältlich war.
Es gab vom Model 1 einen Level I mit 4 KB ROM und einem simplifizierten BASIC, welches von dem TRS-Designer Steven Leininger geschrieben wurde. Dieser orientierte sich an dem unter Public Domain stehenden Palo Alto Tiny BASIC und einen Level II mit 12 KB ROM und einem BASIC, das bereits dem damals populären Microsoft-Standard entsprach (und auch von dort lizenziert war) und sich mittels des Expansion Interface um Diskettenbefehle erweitern ließ.
Eines der Kultprogramme der damaligen Zeit war trotz der Klötzchengrafik das Spiel Dancing Demon, in dem ein kleiner niedlicher Teufel auf dem Bildschirm tanzte und der Monosound der Cassettenrecorderschnittstelle den Benutzer unterhalten sollte.
In der Originalausstattung wurde aus Kostengründen am Bildschirmspeicher pro Byte ein Bit gespart. Dadurch war der TRS-80 nicht in der Lage, Kleinbuchstaben darzustellen. Wollte man dies erreichen, musste man einen Speicherbaustein nachträglich einbauen, der dann das Bit Nummer 6 in jedem Byte des Bildschirmspeichers zur Verfügung stellte.

## Compact-Cassette und Diskette
Anfangs wurden die Daten noch auf Compact-Cassette gespeichert, doch sehr bald kamen auch diverse Disk-Operating-Systeme (DOS) hinzu. Am bekanntesten waren das TRSDOS von Tandy und das sehr fortschrittliche NewDos 80 von Apparat. TRSDOS und NewDos 80 unterstützten zunächst 35-Track-Single-Sided-Single-Density-87,5-KB-Disketten im 5,25"-Format, später mit neueren Laufwerken und Controller auch 40 und 80 Track Double Sided / Double Density, so dass 720 KB speicherbar waren.
Das NewDos 80 ermöglichte schon damals im Heimcomputer-Bereich ungewöhnliche Projekte wie das Fernsteuern eines Tandys mittels Modem oder Akustikkoppler über das öffentliche Telefonnetz von einem anderen Rechner aus. Die ersten Mailboxen bzw. BBS' entstanden, in denen Benutzer Beiträge in virtuellen schwarzen Brettern veröffentlichen konnten. Es gab auch schon Anfang der 1980er Jahre Kataloge mit Dutzenden Büroprogrammen von unterschiedlichsten Herstellern wie Text, Kalkulation, Fibu, Lager etc. für den TRS-80, was sich aber ab ca. 1982 nach der Einführung des IBM-PCs mit MS-DOS und danach diversen Kompatiblen schnell erledigte.

## Kompatible Modelle und Nachbauten

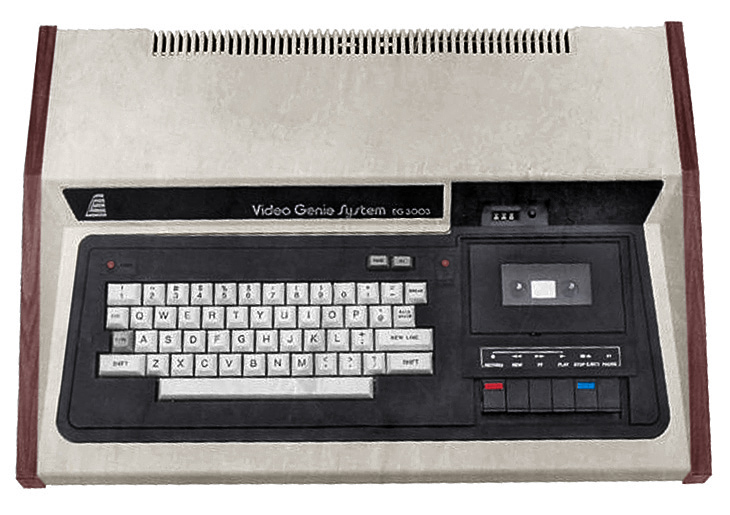
EACA Video Genie

Basierend auf dem TRS-80 Model 1 gab es auch die Modelle III und 4 (in dieser Schreibweise; das erste und das vierte Modell wurden im Katalog mit einer arabischen Ziffer versehen), sowie den Portable 4P. Alle wurden mit 16/32/48 oder 64 KB RAM, einem integrierten Schwarz-weiß-Monitor sowie der Möglichkeit zum Einbau von bis zu zwei 5,25-Zoll-Diskettenlaufwerken angeboten und aufgrund der Preislage und Ausstattung bereits zu den Bürocomputern gezählt.
Der Video Genie war ein von Firma EACA in Hongkong produzierter und in Deutschland von Trommeschläger Computer Service vertriebener Nachbau des Model 1. Der Rechner wurde in Australien als System 80, in den USA als PMC-80/81, in Ungarn als HT-1080Z und in Südafrika als TRZ-80 vertrieben. Der Nachbau war praktisch zu 100 % kompatibel und wies nur einige Unterschiede bei der Hardwareansteuerung sowie ein abweichendes Businterface auf. Im Gegensatz zum TRS-80 Model 1 wurde das Video Genie niemals mit einem Monitor ausgeliefert, hatte dafür aber einen Videomodulator und einen Kassettenrekorder integriert. Das Video Genie II wurde als Profirechner vermarktet. Das Kassettenlaufwerk wurde dabei durch eine numerische Tastatur ersetzt. Das Colour Genie enthielt eine Erweiterung für Farbgrafik, war jedoch, anders als der TRS Color Computer, weiterhin zum TRS-80 Model 1 kompatibel.
Ein weiterer Nachbau des TRS-80 Model 1 wurde unter dem Namen KOMTEK in Deutschland verkauft, verschiedentlich existieren private Nachbauten auf der Basis von modifizierten Z80-Einplatinenrechnern.
Die polnische Firma Mera-Elzab baute Anfang der 1980er die Computerserie Meritum (zuerst Meritum I und seit 1985 Meritum II), die auf dem TRS-80 basierte. Der Unterschied zum TRS-80 lag hauptsächlich darin, dass bei der Produktion nur im Ostblock gefertigte Bauteile (einschließlich U880D) verwendet wurden. Dieser Klon eines TRS-80 wurde in Polen schnell sehr populär und hatte einen entscheidenden Einfluss auf die Computerisierung in Schulen, verlor jedoch später gegen die westlichen Mitbewerber Atari, Commodore und Sinclair.
Auch in Brasilien entstanden verschiedene Nachbauten – z. B. die Dismac-Serie D8000/D8001/D8002 (Model 1 kompatibel), die Digitus DGT-100 and DGT-1000 und die erfolgreichen CP300 und CP500 (Model III) von Prológica.

## TRS-80-Familie

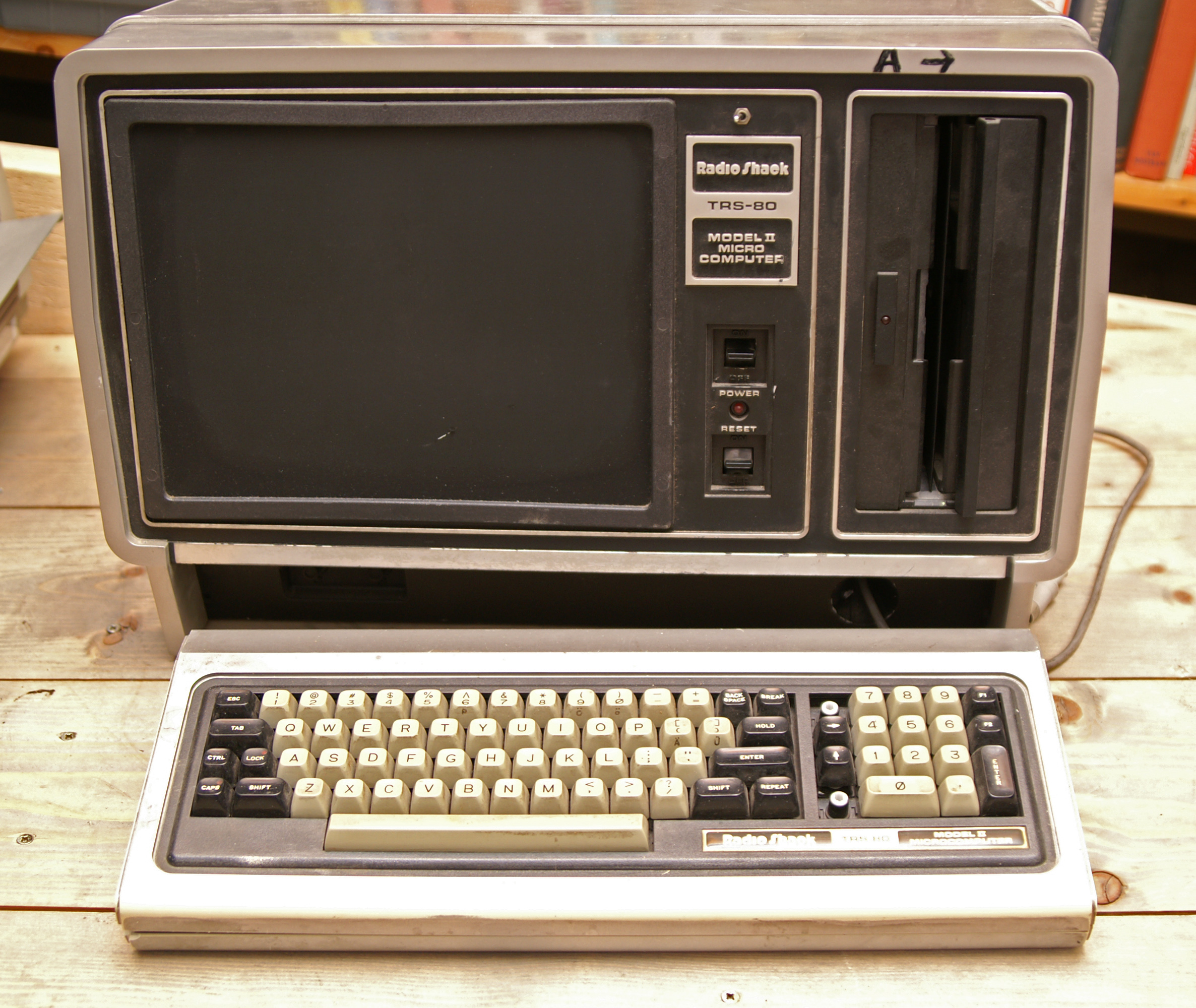
TRS-80 Modell II

Bis zum Erscheinen des ersten PC-kompatiblen Tandy 2000 wurde die Marke TRS-80 für alle Computerprodukte der Firma Tandy verwendet. Dies umfasste sowohl weitere Rechner auf Z80-Basis mit Ähnlichkeit zum TRS-80 Model 1, als auch völlig andere, meist eingekaufte Serien, wie den Handheld-Rechner Model 100 (Kyocera) oder die Taschencomputer PC-1 bis PC-8 (Sharp/Casio).
Model II war nicht zum Model 1 kompatibel, erlaubte dafür aber ohne Veränderungen an Soft- oder Hardware den Einsatz von CP/M anstelle TRS-Dos und verfügte über die damals im Profibereich vorherrschenden 8"-Laufwerke. Das Model 12 war eine erweiterte Version des Model II. Das Model 16 war ein mit einem 6-MHz-68000-Prozessor erweitertes Model 12. Die Z80 diente dabei als I/O-Prozessor. Mit TRS-Xenix, einer OEM-Version von Microsoft Xenix waren das Model 16B (8 MHz 68.000) und der Nachfolger Model 6000 1984 mit 40.000 Einheiten die meistverkauften Unix-Rechner in den USA.  Das Modell II wurde z. B. bei bayerischen Sparkassen zur Kreditberechnung eingesetzt.
Ein weiterer, nicht mit dem Model 1 verwandter Rechner war der gemeinsam mit Motorola auf Basis des Motorola 6809 entwickelte Tandy TRS-80 Color Computer (CoCo) sowie der TRS-80 M10.

## Kritik
Fragwürdig war die damalige Marketingpolitik von RadioShack, die zum Beispiel in ihrem Katalog diese recht teuren Bürocomputer (Modell II über 10.000 DM) neben Plüschtieren mit eingebautem Radio platzierten. Auf diese Art disqualifizierte sich Tandy/Radio Shack gegenüber professionellen Kaufinteressenten. Die Geräte wurden in Europa in eigenen TANDY-Läden ähnlich wie heute bei Media Markt neben Hifi und Elektronik vertrieben. Daneben gab es diverse Computer-Franchiser und reine Tandy-Computer-Stores.
Ebenfalls fragwürdig war die Konstruktion der für den deutschen Markt angebotenen Netzteile. Diese basierten auf den Netzteilen für den US-Markt und waren mangelhaft angepasst, wodurch sie erhebliche Mengen Abwärme produzierten. Einige Anwender betrieben ihre Rechner zur Abwärmereduktion und Schonung der Hardware – über Regeltransformatoren – problemlos mit einer Netzspannung von ca. 180 V (rund 20 % unter der damaligen Netzspannung von 220 V).

## Community

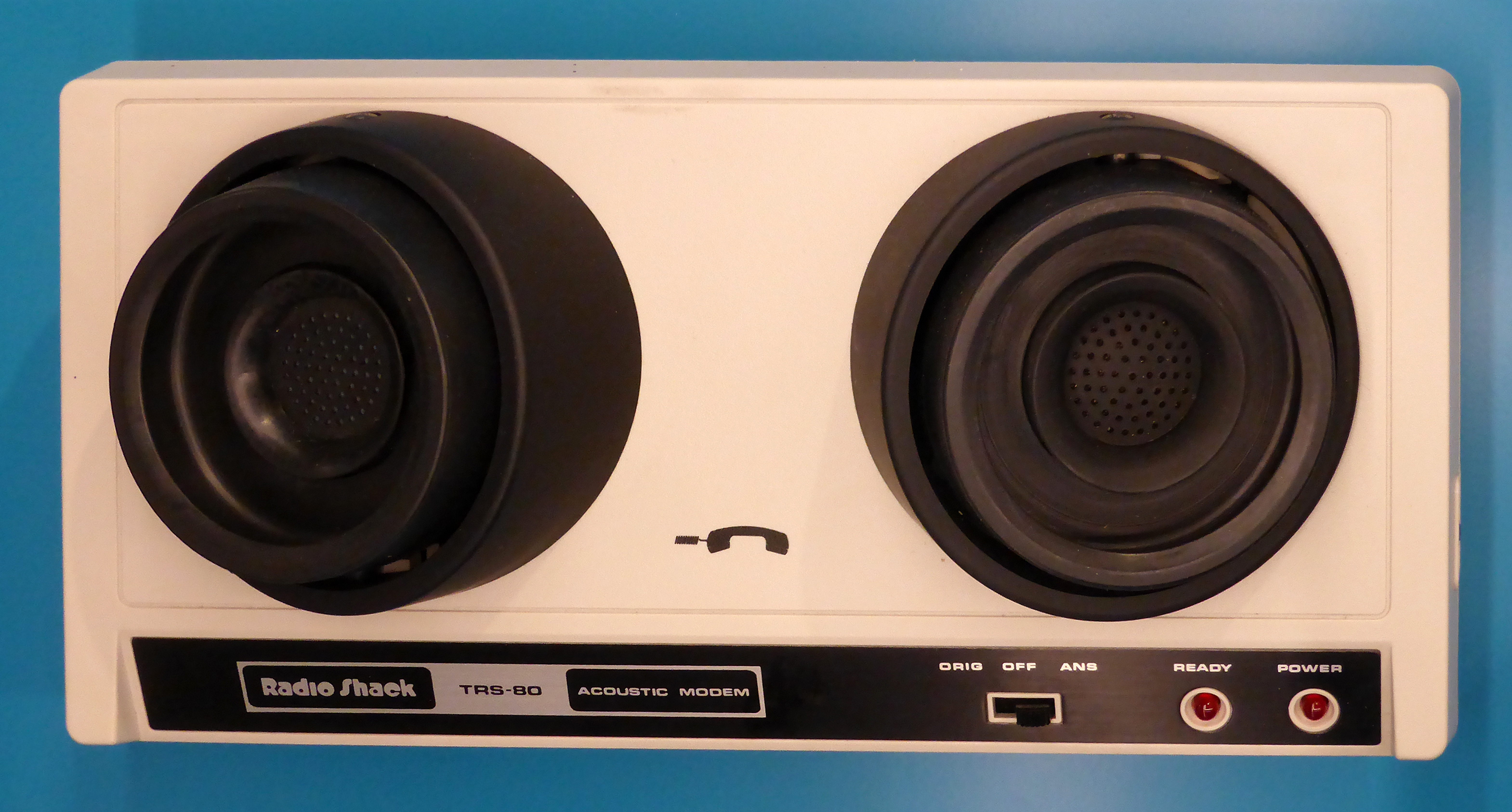
Acoustic Modem TRS-80

Bereits damals schlossen sich Benutzergruppen intensiv zusammen, auch als noch keine preiswerten (bzw. in Deutschland erlaubten) Modems bzw. Akustikkoppler erhältlich waren. Es gab größere bekannte Benutzerzeitschriften namens 80 micro und 80-NW, die später in der überregionalen 80-US aufging.

## Emulatoren
Es gibt auch die Möglichkeit, den TRS-80 auf modernen Rechnern zu emulieren. Exemplarisch sei hier Vavasour.ca genannt. Dort werden Emulatoren für nahezu alle RadioShack-Rechner bereitgestellt.